# Robert Bylot

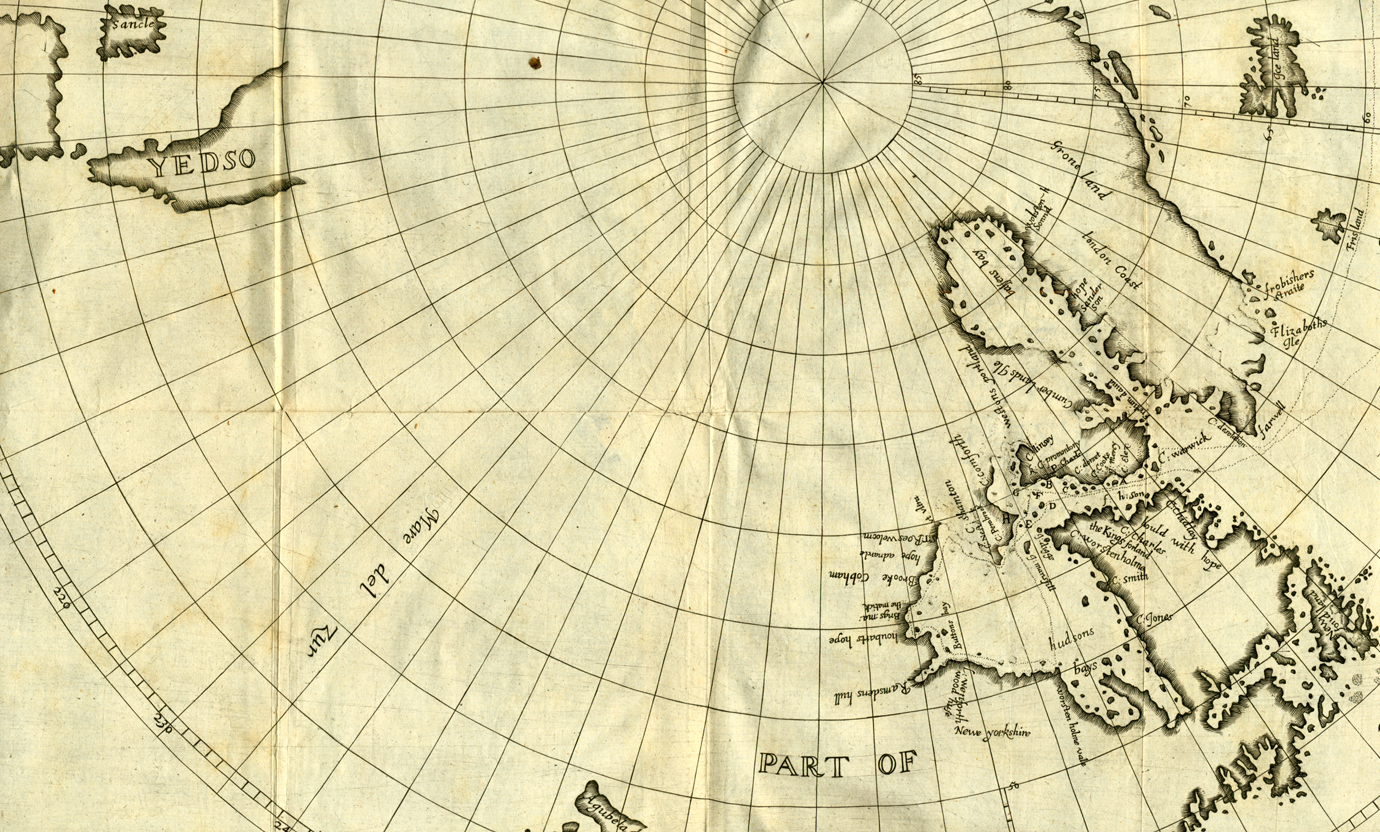
De kaart van Luke Foxe (1632) toont de reizen van Bylot en de resulterende geografische kennis.

Robert Bylot was een 17e-eeuwse Engelse zeevaarder die betrokken was bij diverse reizen op zoek naar de Noordwestelijke Doorvaart in de periode 1610-1616. Over zijn leven voor en na deze periode is niets bekend.
In 1610 horen we voor het eerst over Bylot. Hij was toen derde man op de vierde ontdekkingsreis van Henry Hudson, die was uitgestuurd om de Noordwestelijke Doorvaart te vinden. Hudson promoveerde hem tijdens de reis tot tweede man, maar later werd hij weer gedegradeerd, en sloot hij zich aan bij de oorspronkelijke tweede man, Robert Juet, die met plannen voor muiterij rondliep. Hudson had op deze reis de Straat Hudson ontdekt en was de Hudsonbaai ingevaren. Aan de zuidkant, in de Jamesbaai, werd overwinterd, en toen de lente aanbrak werd de muiterij uitgevoerd. Hudson, zijn zoon, drie zieken en vier mannen die Hudson trouw bleven en weigerden met de muiterij mee te doen, werden overboord gezet.
De muiters wendden het steven terug naar Europa. Bylot kreeg het commando, en dat lijkt een goede keus te zijn geweest. Niet alleen slaagde hij erin het schip met slechts acht, grotendeels zieke, bemanningsleden naar Engeland terug te krijgen, maar daar aangekomen werden de mannen niet opgehangen, wat toentertijd toch de gebruikelijke straf voor muiters was, maar Bylot en twee andere muiters namen zelfs deel aan een nieuwe expeditie naar de gevonden zeestraat.
Deze reis, in 1612, werd geleid door Thomas Button, en ook de Discovery, het schip van Hudson, werd opnieuw gebruikt. Men voer door de Hudsonstraat en stak de Hudsonbaai over, waardoor de droevige ontdekking werd gedaan dat deze ook een westkust had. Bij de monding van de rivier de Nelson werd overwinterd, en het volgende jaar werd de kust 1000 km noordwaarts gevolgd tot aan Southampton Island alvorens men terugkeerde naar Engeland.
In 1614 voeren de Discovery en Bylot opnieuw naar het gebied, onder William Gibbons, maar deed geen nieuwe ontdekkingen. Het schip zat vijf maanden vast in het ijs bij Labrador, en keerde daarna terug.
In 1615 was Bylot zelf leider van een expeditie, opnieuw met de Discovery, en met William Baffin als tweede man. Hij volgde de zuidkust van Baffineiland, stak over naar Southampton Island, en deed twee pogingen om noordwaarts via het Foxekanaal verder te varen. Toen dit mislukte, keerde hij terug naar Engeland.
In 1616 vertrokken Bylot en Baffin opnieuw. Ze zeilden ditmaal noordwaarts door Straat Davis, en ontdekten Baffinbaai. De kusten van Baffinbaai werden gevolgd en in kaart gebracht. Bylot en Baffin concludeerden dat deze door land omringd was, en dus geen mogelijkheden voor een Noordwestelijke Doorvaart bood. Hoewel dit strikt genomen onjuist is (een van de door Baffin in kaart gebrachte inhammen, Lancaster Sound, vormt de daadwerkelijke oostelijke ingang van de doorvaart), kan dit wel als een gelukkige fout beschouwd worden - pogingen om deze in de 17e eeuw te bevaren zouden vrijwel zeker tot rampspoed hebben geleid.